# NGC 1055
NGC 1055 este o edge-on galaxy⁠(d) situată în constelația Balena. A fost descoperită în 18 decembrie 1783 de către William Herschel. Se află la o distanță de 55.000.000 al de Pământ.